# Suede (альбом)
Suede — дебютный студийный альбом британской рок-группы Suede. Выпущен в 1993 году звукозаписывающей компанией Nude Records. Один из альбомов, положивших начало музыкальному стилю брит-поп (Blur, Pulp, Oasis).
Дебютному альбому группы сопутствовал коммерческий успех. Продажи записи только за два первых дня превысили 100 тысяч экземпляров. Альбом дебютировал на 1-м месте британского хит-парада и не покидал список наиболее популярных альбомов страны в течение 22 недель.

## Список композиций
Все песни написаны Бреттом Андерсоном и Бернардом Батлером.
| №                   | Название            | Длительность |
| ------------------- | ------------------- | ------------ |
| 1.                  | «So Young»          | 3:38         |
| 2.                  | «Animal Nitrate»    | 3:27         |
| 3.                  | «She’s Not Dead»    | 4:33         |
| 4.                  | «Moving»            | 2:50         |
| 5.                  | «Pantomime Horse»   | 5:49         |
| 6.                  | «The Drowners»      | 4:10         |
| 7.                  | «Sleeping Pills»    | 3:51         |
| 8.                  | «Breakdown»         | 6:02         |
| 9.                  | «Metal Mickey»      | 3:27         |
| 10.                 | «Animal Lover»      | 4:17         |
| 11.                 | «The Next Life»     | 3:32         |
| Общая длительность: | Общая длительность: | 45:36        |

## Участники записи

### Состав группы
- Бернард Батлер — гитары, пианино
- Бретт Андерсон — вокал
- Мэт Осман — бас-гитара
- Саймон Гилберт — ударные

### Дополнительные музыканты
- Фил Оверхед — перкуссия
- Саймон Кларк — баритоновый и теноровый саксофоны
- Эд Буллер — клавишные, синтезатор
- Тревор Бёрли — виолончель
- Линн Бейкер — альт
- Кэролайн Барнс — скрипка
- Шелли Ван Лоэн — скрипка

## Позиции в хит-парадах
Годовые чарты:
| Чарт (1993)          | Позиция |
| -------------------- | ------- |
| Великобритания (OCC) | 45      |

## Сертификации
| Регион                                                      | Сертификация | Продажи  |
| ----------------------------------------------------------- | ------------ | -------- |
| Швеция (GLF)                                                | Золотой      | 50 000^  |
| Великобритания (BPI)                                        | Золотой      | 100 000^ |
| ^ Данные о тиражах приведены только на основе сертификации. |              |          |